# Saint-Jacques-de-Néhou
Pour les articles homonymes, voir Saint-Jacques.
Saint-Jacques-de-Néhou est une commune française, située dans le département de la Manche en région Normandie. Elle est issue de la scission de Néhou en 1899 et est peuplée de 629 habitants.

## Géographie

### Localisation
La commune est située au centre-ouest de la péninsule du Cotentin. Son bourg est à 8 km au sud de Bricquebec, à 8 km au nord-ouest de Saint-Sauveur-le-Vicomte et à 13 km à l'est de Barneville-Carteret.
Les communes limitrophes sont Besneville, Bricquebec-en-Cotentin, Fierville-les-Mines, Néhou et Saint-Sauveur-le-Vicomte.

### Hydrographie
La commune est située dans le bassin Seine-Normandie. Elle est drainée par la Scye, la Saudre, l'Aizy, le cours d'eau 01 de la Belle Garde, le cours d'eau 01 de la Cauvinerie, le cours d'eau 01 de la Fontaine aux Fées, le cours d'eau 01 de la Fontaine Paris, le cours d'eau 01 de la Grande Vente, le cours d'eau 01 de la Rue de Denneville, le cours d'eau 01 de Val Fontaine, le cours d'eau 01 des Forges de Vardon, le cours d'eau 01 du Hameau Begins, le cours d'eau 01 du Pont aux Moines, le cours d'eau 02 de la Baronnie et le ruisseau de la Fontaine aux Fees,.
La Scye, d'une longueur de 27 km, prend sa source dans la commune de Pierreville et se jette dans la Douve en limite de Néhou et de Bricquebec-en-Cotentin, après avoir traversé huit communes.

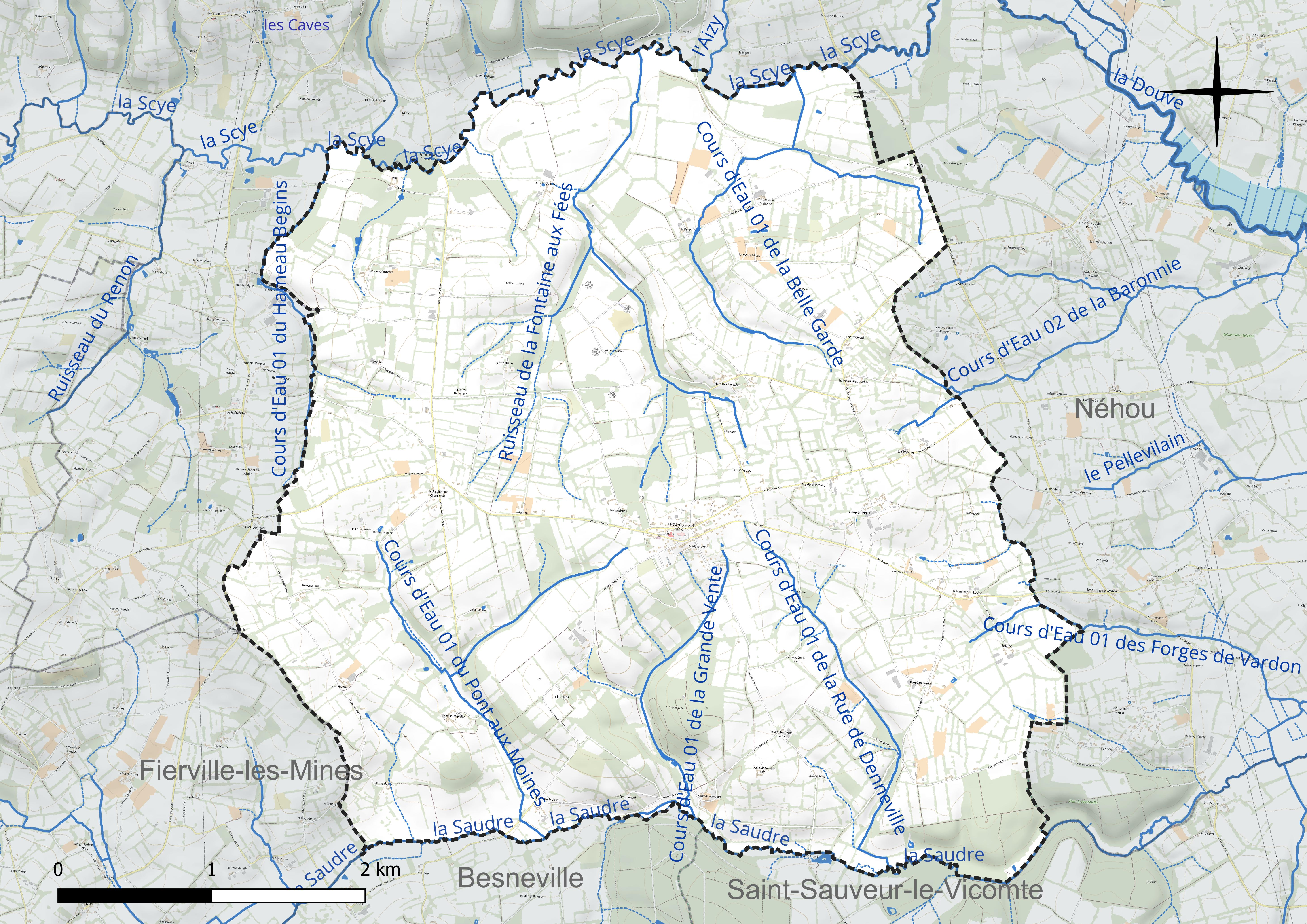
Réseau hydrographique de Saint-Jacques-de-Néhou.

La Saudre, d'une longueur de 14 km, prend sa source dans la commune de Saint-Maurice-en-Cotentin et se jette dans la Douve en limite de Saint-Sauveur-le-Vicomte et de Néhou, après avoir traversé six communes.

### Climat
Pour des articles plus généraux, voir Climat de la Normandie et Climat de la Manche.
En 2010, le climat de la commune est de type climat océanique franc, selon une étude du CNRS s'appuyant sur une série de données couvrant la période 1971-2000. En 2020, Météo-France publie une typologie des climats de la France métropolitaine dans laquelle la commune est exposée à un climat océanique et est dans la région climatique  Normandie (Cotentin, Orne), caractérisée par une pluviométrie relativement élevée (850 mm/a) et un été frais (15,5 °C) et venté. Parallèlement le GIEC normand, un groupe régional d’experts sur le climat, différencie quant à lui, dans une étude de 2020, trois grands types de climats pour la région Normandie, nuancés à une échelle plus fine par les facteurs géographiques locaux. La commune est, selon ce zonage, exposée à un « climat maritime », correspondant au Cotentin et à l'ouest du département de la Manche, frais, humide et pluvieux, où les contrastes pluviométrique et thermique sont parfois très prononcés en quelques kilomètres quand le relief est marqué.
Pour la période 1971-2000, la température annuelle moyenne est de 10,9 °C, avec une amplitude thermique annuelle de 11,4 °C. Le cumul annuel moyen de précipitations est de 954 mm, avec 13,7 jours de précipitations en janvier et 7,6 jours en juillet. Pour la période 1991-2020, la température moyenne annuelle observée sur la station météorologique la plus proche, située sur la commune de Cherbourg-en-Cotentin à 25 km à vol d'oiseau, est de 12,1 °C et le cumul annuel moyen de précipitations est de 963,9 mm,. Pour l'avenir, les paramètres climatiques de la commune estimés pour 2050 selon différents scénarios d’émission de gaz à effet de serre sont consultables sur un site dédié publié par Météo-France en novembre 2022.

## Urbanisme

### Typologie
Au 1er janvier 2024, Saint-Jacques-de-Néhou est catégorisée commune rurale à habitat très dispersé, selon la nouvelle grille communale de densité à sept niveaux définie par l'Insee en 2022.
Elle est située hors unité urbaine et hors attraction des villes,.

### Occupation des sols
L'occupation des sols de la commune, telle qu'elle ressort de la base de données européenne d’occupation biophysique des sols Corine Land Cover (CLC), est marquée par l'importance des territoires agricoles (95,3 % en 2018), en diminution par rapport à 1990 (96,9 %).
La répartition détaillée en 2018 est la suivante : prairies (62,2 %), terres arables (26,2 %), zones agricoles hétérogènes (6,8 %), forêts (4,7 %).

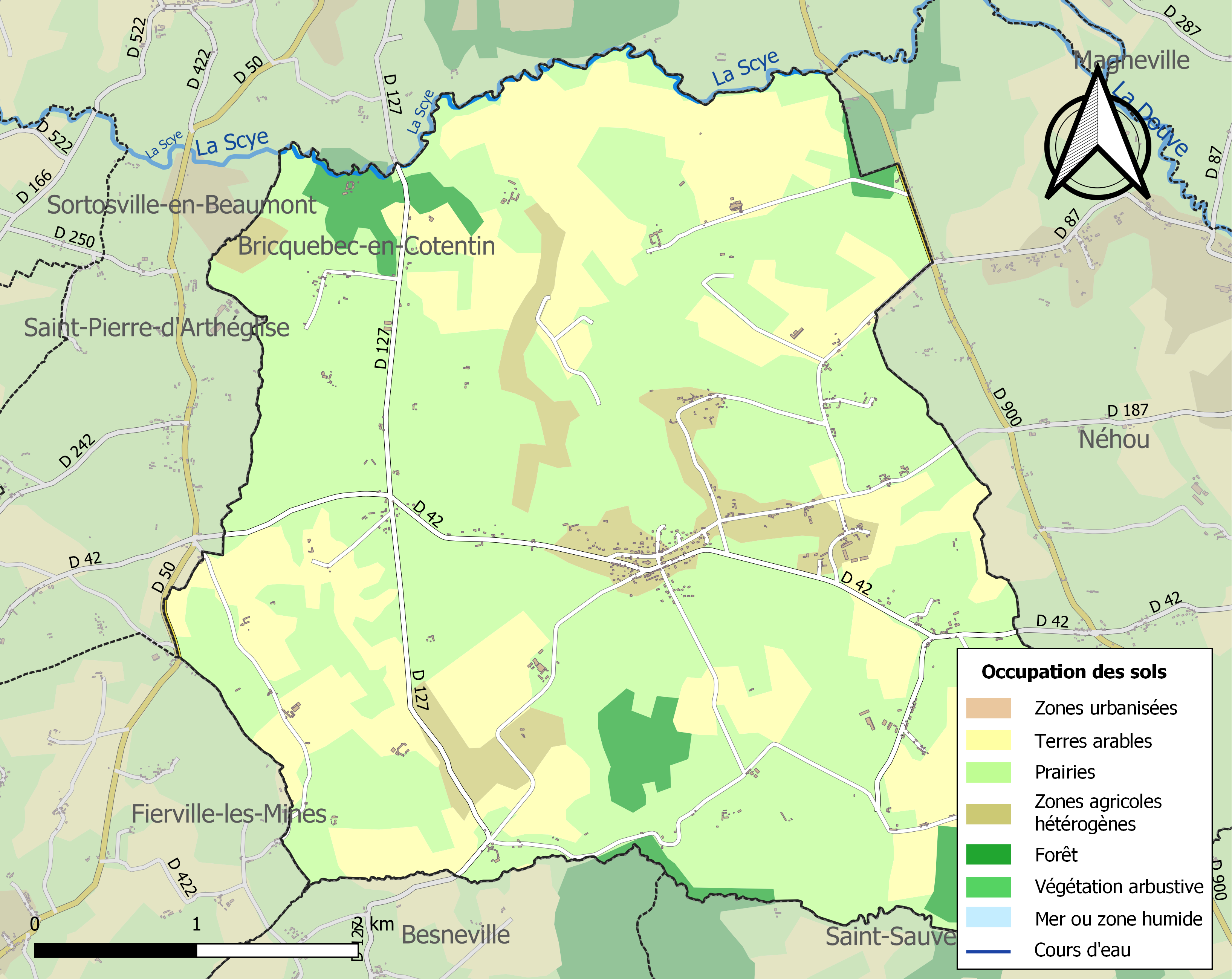
Carte des infrastructures et de l'occupation des sols de la commune en 2018 (CLC).

L'évolution de l’occupation des sols de la commune et de ses infrastructures peut être observée sur les différentes représentations cartographiques du territoire : la carte de Cassini (XVIIIe siècle), la carte d'état-major (1820-1866) et les cartes ou photos aériennes de l'IGN pour la période actuelle (1950 à aujourd'hui).

## Toponymie
La nouvelle paroisse, créée à la suite de la construction de l'église Saint-Marcouf, était dédiée à Jacques de Zébédée.
Néhou est le nom de la commune avant la scission et a été repris par Saint-Georges-de-Néhou.
Il est issu d'un nom d'origine gaélique Niall adopté sous une forme très proche Njáll dans la société des Vikings norvégiens, et particulièrement en Islande où une saga, la Niáls Saga consacrée à un personnage portant ce nom, et que l'on retrouve en Nord-Cotentin sous la forme Néhou attesté par au moins dans sept noms de lieux : Saint-Jacques-de-Néhou, Néhou, Le quartier du Néhou, lieu-dit d'Auvers, La Néhourie, lieu-dit de Huberville, Néhou, hameau de Gatteville, Néhourie, lieu-dit de Canville-la-Rocque et dans le nom de la commune de Néville.

## Histoire

### Moyen Âge
Néel Ier et Néel II, fils et petit-fils de Roger le Vicomte (de Saint-Sauveur) reçurent le domaine qui prit le nom de Néhou et qui fut confisqué en 1047 par le duc de Normandie Guillaume II qui le donna à Baudouin de Meules.

### Temps modernes
En 1523, Jacques Pitteboult († av. 1554), écuyer, était seigneur de Gonneville, et devint en 1544, seigneur de Graffard, et en 1550, seigneur de la Roquelle. Également vicomte de Saint-Sauveur-le-Vicomte, il épousa Jeanne de La Luthumière, veuve de Julien du Saussey, seigneur de Barneville, dont il eut trois fils : Julien, seigneur de la Roquelle, Jehan, seigneur de Gonneville, et Pierre, seigneur de Graffard.
En 1567, Julien Pitteboult, sieur de la Roquelle, est taxé pour ce fief de 4 livres dans le rôle des nobles et roturiers, au titre du ban et de l'arrière ban de la vicomté de Coutances, réalisé par Gilles Dancel, seigneur d'Audouville, lieutenant général du bailli de Cotentin, tenu à Coutances les 20-22 octobre. Le fief de la Roquelle qui était tenu sans qualité de l'abbaye de Montebourg, avait des extensions au Valdecie et Fierville.

### Époque contemporaine

#### Scission
En 1899, une scission de la commune de Néhou a donné naissance à deux communes pour des raisons politiques liées à la construction de l'église Saint-Marcouf : Saint-Jacques-de-Néhou et Saint-Georges-de-Néhou. En 1903, le village de Saint-Georges-de-Néhou reprend le nom de Néhou.

## Politique et administration
| Période                                  | Période   | Identité                | Étiquette | Qualité |
| ---------------------------------------- | --------- | ----------------------- | --------- | ------- |
| 1929                                     | 1959      | Félix Lemoigne          |           |         |
| 1959                                     | 1965      | Eugène Hébert           |           |         |
| 1965                                     | 1984      | Bernard Travers Faustin |           |         |
| 1984                                     | 1995      | Bernard Giot            |           |         |
| juin 1995                                | mars 2001 | Désiré Dussart          |           |         |
| mars 2001                                | En cours  | Noël Lefèvre            | SE        |         |
| Les données manquantes sont à compléter. |           |                         |           |         |

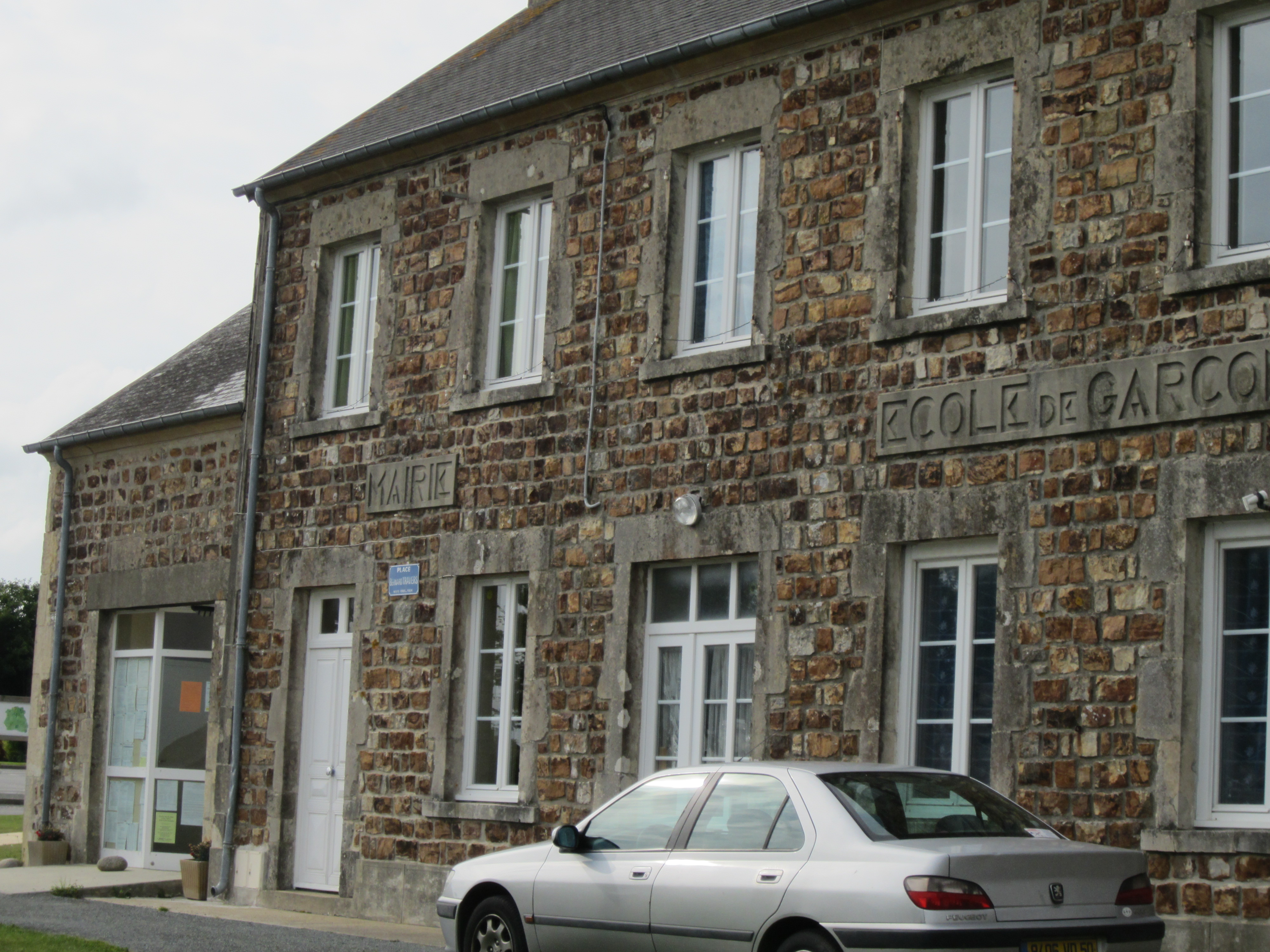
La mairie.

Le conseil municipal est composé de quinze membres dont le maire et deux adjoints.

## Population et société
Les habitants de la commune sont appelés les Mourotais.

### Démographie
L'évolution du nombre d'habitants est connue à travers les recensements de la population effectués dans la commune depuis 1901. Pour les communes de moins de 10 000 habitants, une enquête de recensement portant sur toute la population est réalisée tous les cinq ans, les populations de référence des années intermédiaires étant quant à elles estimées par interpolation ou extrapolation. Pour la commune, le premier recensement exhaustif entrant dans le cadre du nouveau dispositif a été réalisé en 2005.
En 2022, la commune comptait 629 habitants, en évolution de +4,83 % par rapport à 2016 (Manche : −0,31 %, France hors Mayotte : +2,11 %).
Au premier recensement (1901) faisant suite à la création de la commune, Saint-Jacques-de-Néhou comptait 719 habitants, population jamais atteinte depuis. Cependant, la commune de Néhou avant scission avait compté un maximum de 2 712 habitants en 1821, alors que les deux communes séparées n'ont jamais dépassé une population cumulée de 1 388 habitants (1906),.
| 1901 | 1906 | 1911 | 1921 | 1926 | 1931 | 1936 | 1946 | 1954 |
| ---- | ---- | ---- | ---- | ---- | ---- | ---- | ---- | ---- |
| 719  | 704  | 663  | 639  | 653  | 659  | 674  | 635  | 599  |

| 1962 | 1968 | 1975 | 1982 | 1990 | 1999 | 2005 | 2006 | 2010 |
| ---- | ---- | ---- | ---- | ---- | ---- | ---- | ---- | ---- |
| 549  | 520  | 471  | 446  | 419  | 412  | 460  | 471  | 534  |

| 2015 | 2020 | 2022 | - | - | - | - | - | - |
| ---- | ---- | ---- | - | - | - | - | - | - |
| 592  | 625  | 629  | - | - | - | - | - | - |

### Sports et loisirs
L'Union sportive de Saint-Jacques-de-Néhou fait évoluer une équipe de football en division de district, ainsi qu'une équipe féminine de football à 7.
Depuis 2010, l'Association sportive de Saint-Jacques-de-Néhou organise en mai une randonnée pour vététistes et marcheurs.

## Culture locale et patrimoine

### Lieux et monuments

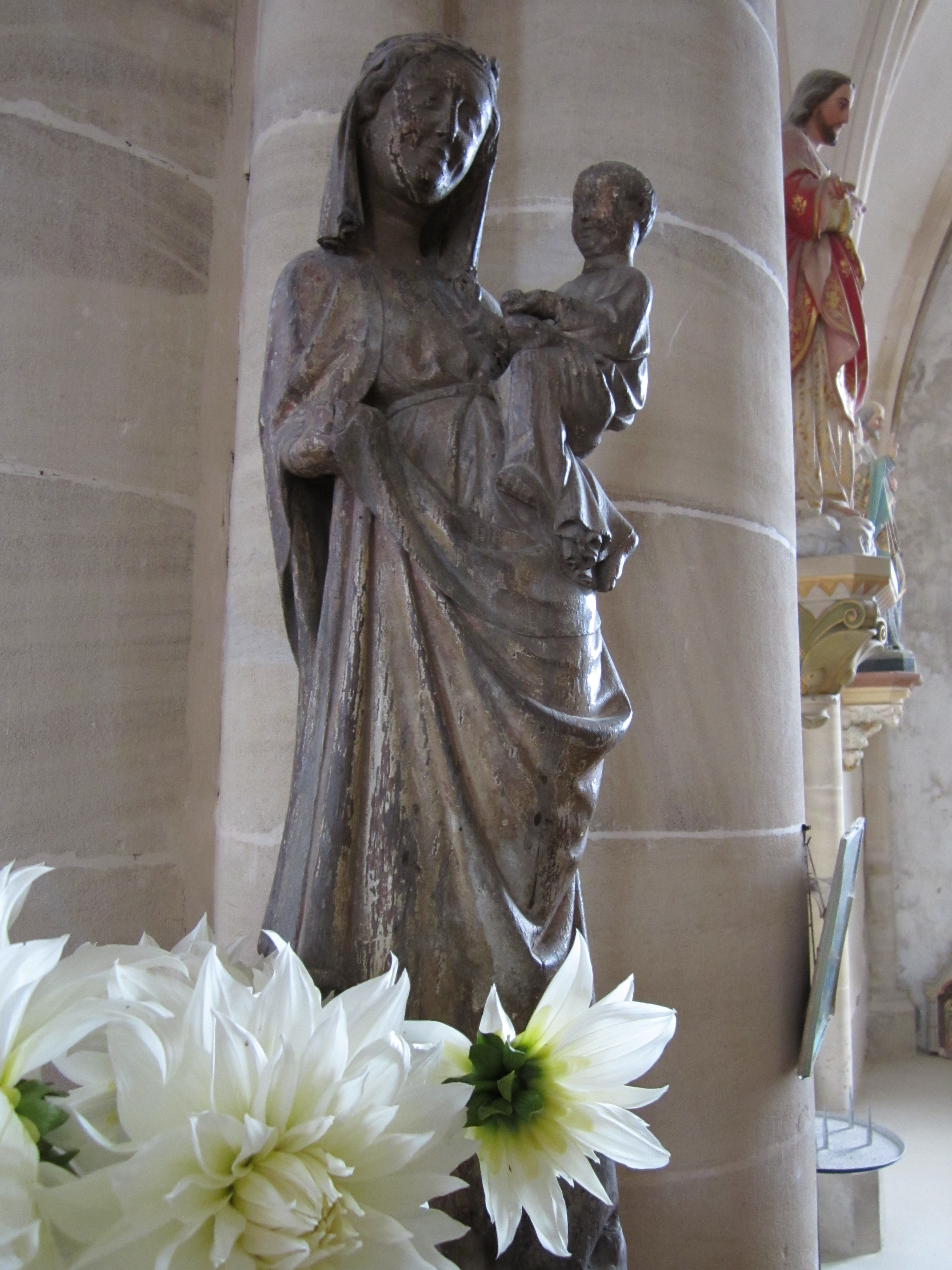
Notre-Dame de Montront.

- Manoir de Gonneville des XVIe – XVIIe siècles avec pigeonnier, cour et communs, inscrit au titre des monuments historiques par arrêté du 29 août 1977[42].
- Ferme-manoir de la Vieille-Roquelle des XVIe – XVIIe siècles[43], bâti sur les ruines d'un château féodal de la fin du XIIe siècle[43].
- Manoir du Petit Lude du XVe siècle. On peut voir sur un grand panneau de pierre un écu timbré d'un heaume taré et soutenu par deux lions affrontés, sur lequel sont sculptées les armes de la famille Loir : d'or à trois fasces ondées de sinople[44],[Note 4].
- Prieuré Saint-Jean-du-Bois.
- Motte castrale. Selon Frédéric Scuvée, au lieu-dit les Grandes Ruine et les Petites Ruines, apparence d'une motte dressée au rebord du plateau et au haut de la pente sur la vallée, ainsi que d'un village ruiné à peu près disparu[45],[46].
- Église Saint-Marcouf des XIXe – XXe siècles, complètement remaniée de 1881 à 1888. L'édifice construit en 1823 à la place de la chapelle Notre-Dame trop petite, provoqua la discorde au sein du conseil municipal de Néhou. Elle abrite une Vierge à l'Enfant du XIVe siècle classée en 1935 au titre objet aux monuments historiques[47], ainsi qu'un groupe sculpté du XVIIIe, saint Roch, l'ange et le chien du XVe, une statue de sainte Anne du XVe[30].
- Ancien presbytère devenu gîte rural communal.

### Personnalités liées à la commune
- Alphonse Hamel (1911-1977) fut le dernier potier à feu du Cotentin[48], épaulé par sa femme Marthe.
- Pierre Tirel (1905-1943), cheminot résistant déporté pendant la Seconde Guerre mondiale.